# Étoile-Saint-Cyrice

Étoile-Saint-Cyrice este o comună în departamentul Hautes-Alpes, Franța. În 1 ianuarie 2022 avea o populație de 24 de locuitori.